# 筑前勝田站
筑前勝田站（日语：／ Shimo-Umi eki */?）是位於福岡縣糟屋郡宇美町大字炭燒，日本國有鐵道（國鐵）勝田線的鐵路車站（廢站）。

## 歷史
- 1918年（大正7年）9月19日：筑前參宮鐵道（日语：筑前参宮鉄道）開設此貨運車站[1]。
- 1919年（大正8年）5月20日：開設客運業務[1]。
- 1942年（昭和17年）9月19日：筑前參宮鐵道合併至九州電氣軌道（在9月21日改名為西日本鐵道），成為九州電氣軌道宇美線。
- 1944年（昭和19年）5月1日：在戰時收購私鐵下被國有化，成為省線勝田線[1]。
- 1965年（昭和40年）10月1日：結束貨運業務[1]。
- 1984年（昭和59年）2月1日：結束行李起卸業務[1]。
- 1985年（昭和60年）4月1日：勝田線被廢除，此站也被廢除[1]。

## 車站構造
此站是地面車站，在廢站前，此站設有1面1線的單式月台。此站設有木造站舍。在1984年2月1日日本國鐵時間表改正前，線內還有客車班次，因此當時站內還有機走線。
在宮脇俊三著作的「時間表2萬公里」中，作者曾經到訪此站，並且記述此站的站名牌是把志免站的站名牌重用。這可得出國鐵沒有再為這赤字本地線作出投資。

## 車站周邊
此站曾經鄰近糟屋炭田的煤礦，隨著煤礦產業斜陽化而關閉。在廢線前，此站是位處於住宅區中，鄰近福岡縣道68號福岡太宰府線。勝田此名稱是取自此站附近的三菱礦業勝田礦業所，該處會出產煤炭，從此站北邊的專用線開始與勝田線並行，直至香椎線宇美站西邊的宇美川橋樑，隨後與香椎線宇美川橋樑立體相交，連接下宇美站。而連接此站的專用線只是當地中小企營運的煤礦場。
在廢站後，周邊建設了行人路。車站鄰接的西日本鐵道巴士站還存在。連接路邊與車站遺址之間的樓梯處還使用了當時鐵路的枕木。
現時站內部分遺址變成了Trial宇美店。

## 相鄰車站
日本國有鐵道（國鐵）
勝田線
宇美－筑前勝田

## 注腳
1. 1 2 3 4 5 6  石野哲（編）. . JTB. 1998: 698–699. ISBN 978-4-533-02980-6 （日语）.

## 相關項目
- 日本鐵路車站列表 Chi